# María Brunilda López Valle
María Brunilda López Valle (Tenabo, municipio de Tenabo,18 de abril de 1914-Ciudad de México, 30 de julio de 2011) fue una educadora mexicana.
Fue una de las primeras maestras rurales del estado de Campeche. Trabajó en escuelas improvisadas haciendo hasta cuatro turnos por un peso diario que dedicaba a pagar el alquiler y hacerse cargo de su mamá y hermanos. Se opuso a las injusticias de los caciques hacia los campesinos y en una ocasión estuvo a punto de ser linchada junto con varios de ellos.

## Trayectoria
Estudio la primaria entre 1920 y 1926 en la Escuela Ana María Cervera de la Ciudad de Tenabo, el 13 de abril de 1930, ingresó a la Escuela Normal Rural Justo Sierra Méndez de Hecelchakán Campeche, siendo la primera generación de profesoras que forjó esta  institución cuyo primer grupo de alumnos estaba constituido por doce alumnos y tres alumnas, aunque posteriormente este número aumentó a treinta y tres hombres y nueve mujeres, de tal manera que la primera generación, correspondiente a los años 1932-1934, fue de cuarenta y dos estudiantes.
El 1 de mayo de 1932 inició sus servicios como maestra rural en la escuela primaria Josefa Ortiz de Domínguez, en Hecelchakán, Campeche. De 1937 a 1939 fue maestra en Dzitnup municipio de Hecelchakán, Campeche. Entre 1939 y 1955 laboró en la escuela José Encarnación Muñoz Archivor de Tenabo. A partir de 1955 trabajó en la escuela Luis A. Beauregar de la Ciudad de Campeche, donde el 18 de octubre de 1966, se jubiló.
Durante los 34 años en que trabajó como maestra organizó actividades culturales, involucrando a la comunidad en obras de teatro, veladas literarias y bailables, donde ella acompañaba con violín, guitarra y mandolina, instrumentos que aprendió a tocar para este fin. Solicitó y consiguió máquinas de coser, equipos de béisbol y herramientas. Organizó con las muchachas un equipo de sóftbol, y con los padres de familia un elenco para representar obras de teatro y operetas, que tuvieron tal éxito, que fueron requeridos en varios lugares.
También hizo incursiones en la vida política tanto de su municipio, como de su estado.
De 1962 a 1965 fue electa para ocupar el cargo de Secretaria General de la sección IV del Sindicato Nacional de Trabajadores de la Educación del Estado de Campeche, abogando por los derechos de los trabajadores de la educación pero sobre todo de las mujeres. De 1989 a 1991 fue Directora del Sistema Nacional para el Desarrollo Integral de las Familias (SNDIF) de Tenabo.